# Еррентерія
Еррентерія, Рентерія (баск. Errenteria (офіційна назва), ісп. Rentería) — муніципалітет в Іспанії, у складі автономної спільноти Країна Басків, у провінції Гіпускоа. Населення — 38 767 осіб (2009).
Муніципалітет розташований на відстані близько 360 км на північний схід від Мадрида, 7 км на схід від Сан-Себастьяна.

## Демографія
Динаміка населення (INE ):

## Уродженці
- Хесус Марія Самора (*1955) — відомий у минулому іспанський футболіст, півзахисник.

## Галерея зображень

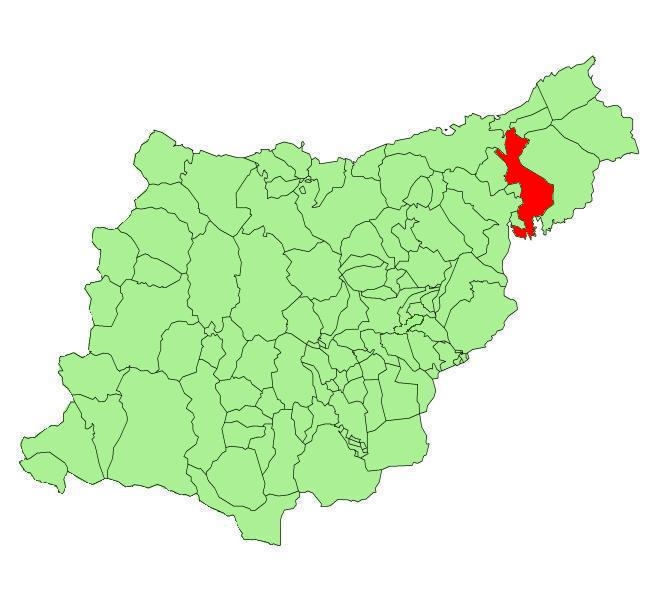
Розташування муніципалітету
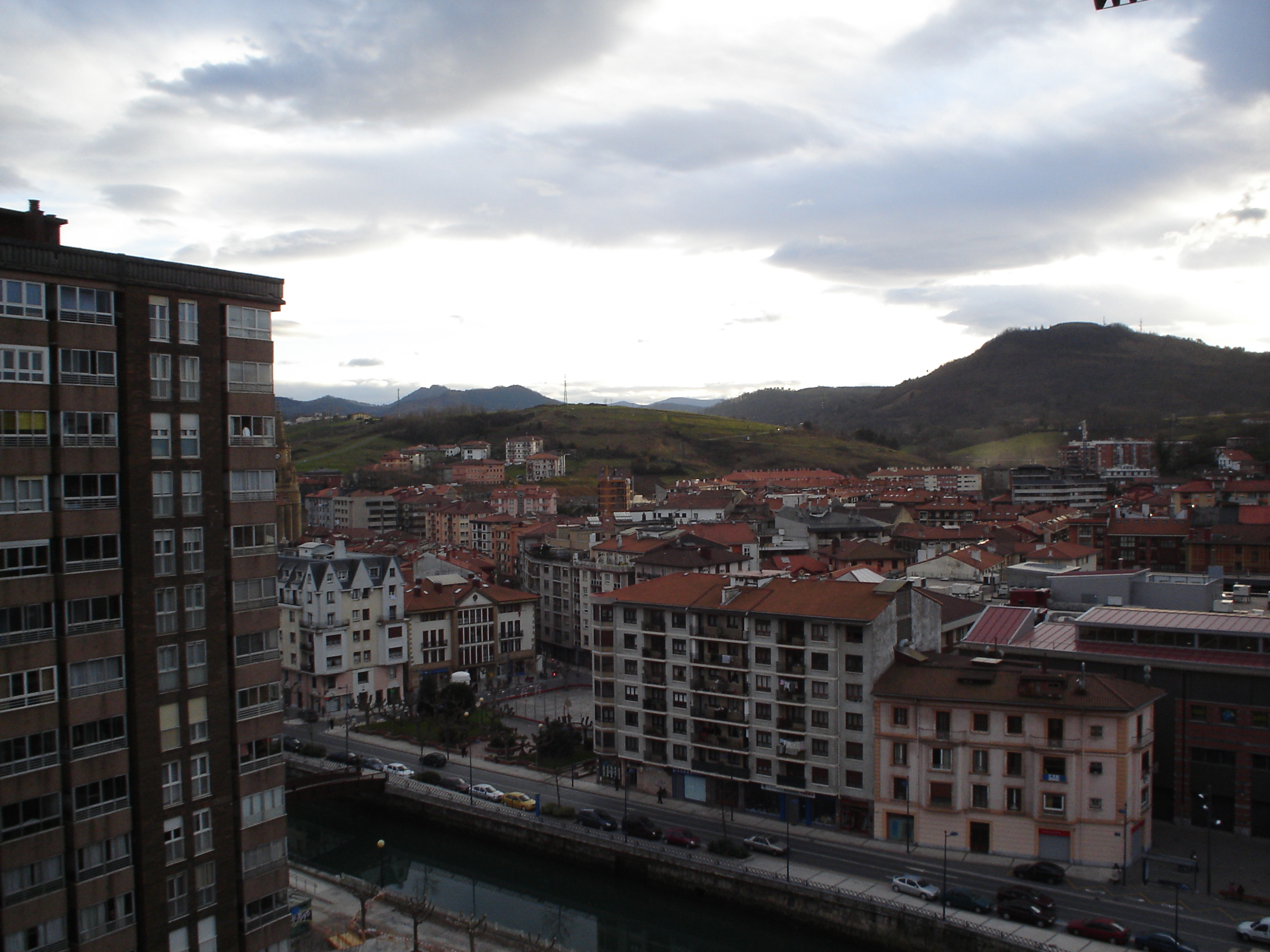
Еррентерія